# 韦耶
韦耶（法語：Veilhes，法語發音：[vɛj]）是法国奥克西塔尼大区塔恩省的一个市镇，属于卡斯特尔区。

## 地理
韦耶（43°36'50"N, 1°49'26"E）面积5.59 平方千米，位于法国奧克西塔尼大區塔恩省，该省份为法国南部内陆省份，北起顺时针与阿韦龙省、埃罗省、奥德省、上加龙省和塔恩-加龙省接壤。
与韦耶接壤的市镇（或旧市镇、城区）包括：康邦莱拉沃尔、拉库戈特卡杜勒、莫朗斯科蓬、罗克维达勒、维维耶莱拉沃尔。

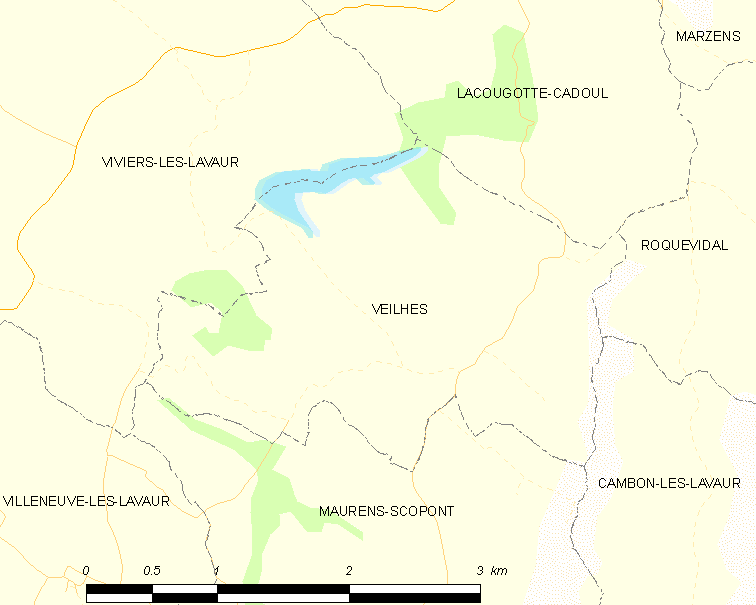
韦耶的OSM定位图

韦耶的时区为UTC+01:00、UTC+02:00（夏令时）。

## 行政
韦耶的邮政编码为81500，INSEE市镇编码为81310。

## 政治
韦耶所属的省级选区为拉沃尔-科卡涅县。

## 人口

1962-2008年间韦耶人口变化图示

韦耶于2022年1月1日时的人口数量为145人。